# Думбравани (Бихор)
Думбравани (рум. Dumbrăvani) насеље је у Румунији у округу Бихор у општини Бунтешти. Oпштина се налази на надморској висини од 285 m.

## Становништво
Према подацима из 2002. године у насељу је живело 333 становника, од којих су сви румунске националности.